# OVERMANキングゲイナー
『OVERMANキングゲイナー』（オーバーマンキングゲイナー）は、2002年9月7日から2003年3月22日までWOWOW（有料枠）で放送されたロボットアニメ。サンライズ製作。全26話。

## 概要
富野由悠季総監督のもとサンライズ井荻スタジオを制作母体とした作品としては、『∀ガンダム』以来2年半ぶりのTVアニメシリーズ。富野（総）監督作品としては初めてデジタル彩色が用いられた。
富野自身が務めることが多かったストーリー構成を若い脚本家の大河内一楼に任せた際、大河内が「人間地雷」を主軸にした人が死ぬ話を提案したところ「もう悲惨な話はいいよ」と諭したというエピソードがあり、自ら始めたシリアスな作風のロボットアニメとは異なる明るく楽しいエンターテイメント作品を目指している。この他にも富野が「この作品のライバルは『クレヨンしんちゃん』」（特に『クレヨンしんちゃん 嵐を呼ぶ モーレツ!オトナ帝国の逆襲』の名を上げ）とし、「視聴者が、この"アニメというエンターテインメント"の面白さの理解を出来ていないようではいけない」と言及、本作も「エンターテイメント性を強く打ち出した」と述べている。
監督のこのような考えを反映した本作では、まずオープニングのテーマソングとそのタイトルバックにおいて、テーマソングを（現代風に洗練されてこそいるが）1970年代から1980年代のロボットアニメでポピュラーであった「主要ロボットの名前を連呼する」スタイルを採用、映像のタイトルバックもイントロ部分から流れるテンポのよい主題歌の歌詞・メロディに合わせて、登場人物がミュージカル風にポーズを取ったり、登場人物や作中に登場するオーバーマンが列を成してモンキーダンスを踊ったりする楽しい映像が繰り広げられる。
ストーリー的には本編で度々言及される「エクソダス」というフレーズに集約されるが、侵略や戦争ではなく、環境保護を大義名分とした支配から聖地ヤーパン（Japanのドイツ語読み）へ「脱出行」を図ろうとするという単純明快なものにし、敵対する相手を殺害する動機や必然性を全く無くしている。このような物語性もあり、劇中では敵側のシベリア鉄道警備隊から脱落したり寝返る者が多く見られたが、これも「所詮は俸給をもらう代わりに現場でキツイ思いをさせられている下っ端」という意識に裏打ちされたものであり、思想的背景や主義とは全く無縁である。
ロボットアニメ的視点で見ると作中のロボット「オーバーマン」の特殊能力を「盗み取る」「幻を作る」「人びとの本音を露にして争いに至らしめる」といった捻りのあるものとすることで、戦いの場面を単なる力と力のぶつかり合いから展開を愉しませ得るものに発展させている。

## ストーリー
地球環境が悪化し、人類が「ドームポリス」と呼ばれるドーム都市での生活を余儀なくされた近未来。
シベリアのドームポリス「ウルグスク」に住む少年ゲイナーはドームポリスからの脱出行「エクソダス」に反対していた両親を暗殺されて引き籠もりとなり、自宅でテレビゲームに埋没する孤独な毎日を送っていた。
念願であった「ゲームチャンプ」の称号を獲得したゲイナーだったが、ミィヤの祭りの日を前にして、授業中唐突に現れたシベリア鉄道警備隊のアデットに逮捕されてしまう。罪状は自らの忌み嫌う「エクソダス」への共謀罪だった。無実の身で囚われとなったゲイナーはボロ雑巾のように叩きのめされ地下牢に叩き込まれたゲインという青年と知り合う。ゲインの申し出を受け、脱獄したゲイナーはウルグスクの支配者であるメダイユ公爵の愛娘・アナ姫と出会う。彼女を人質にして逃げる算段をつけたゲインに公爵秘蔵のOVERMANを起動させるよう命じられたゲイナーは白いスーツのOVERMANに「キングゲイナー」と命名。ゲインの目論見をよそにキングゲイナーに乗り込んだゲイナーは追っ手として現れたアデットと戦う羽目に陥る。その混乱に乗じて「ウルグスク」は祖先の地・ヤーパンを目指して「エクソダス」を開始した。
自らの意思とは裏腹に「エクソダス」に協力することになったゲイナーはそれを阻止せんとするシベリア鉄道警備隊との戦いや「強烈な個性を持った様々な人々」との出会いを通して人間的に成長を遂げていくことになる。

## 登場人物
富野の監修の下に、キャラクターデザイナーの1人である中村嘉宏が漫画版を連載したが、個々のキャラクター設定などにアニメ版とは若干の違いがある。

### ヤーパンの天井
ゲイナー・サンガ
声 - 野島裕史
本作の主人公。17歳。裸眼でも困らない程度ながら眼鏡をかけている少年。オーバーマン・キングゲイナーを手足のように操る能力の持ち主。通称「ゲームチャンプ」。
性格は生真面目で融通が利かず潔癖。努力家でゲームチャンプの称号も血の滲む努力の末に勝ち取ったもの。やや内向的な性格で他者との直接的な関わりを拒否していたが、エクソダスという大きな環境の変化を通じて様々な人々とぶつかり合い励まされ人として成長していく。性格も趣向も正反対のゲインを「強い男」として尊敬しているが彼の軽薄な言動や悪ノリに眉をひそめることもある。
人気ゲーム「オーバーマンバトル」を得意とし、ネット上で知り合った好敵手シンシアを倒して200連勝を達成し対戦チャンピオンの称号“キング”を獲得する。その後、現実とゲームの混在したダブルフィールドでの初代キングの称号も獲得することになる。
かつて両親が「エクソダス反対」のビラを握らされて何者か（後にガウリと判明）に殺害され、そのショックで家に引き篭っていた過去を持つ。
物語の発端となったウルグスク・ドームポリスで生活していたが、ミイヤの祭りの日、授業中にいきなり乗り込んできたシベリア鉄道警備隊のアデットにエクソダス共謀の容疑で逮捕される。収監されたメダイユ公公邸内の牢獄でエクソダス請負人のゲイン・ビジョウと知り合う。痛めつけられたゲインに食事を差し出したことがきっかけで一緒に脱獄。ゲインの指示で乗り込んだオーバーマンを起動した際に「キングゲイナー」と命名した。さらには脱出の際に偶然遭遇したメダイユ公の娘アナ姫を“本人のたっての希望により”拉致して逃走する。
それを機に開始されたエクソダスの中で恩師や級友達がエクソダスに関わっていたことを知ることになり、キングゲイナーへの執着から袂を分かつことができないまま、ほとんどなし崩しに協力させられる。
クラスメイトのサラ・コダマに対しては漠然とした憧れを抱いていたが、悲惨な過去を思い出して落ち込んでいた所を慰められたことがきっかけで恋心を抱く。エクソダス序盤では彼女にいいところを見せようとして奮闘していた。人の心を読むプラネッタのオーバースキルに対抗するため、読み取られる情報を飽和させるべく大々的な告白を行う。この告白が心の内を声にするプラネッタのオーバースキルの効果でヤーパンの天井はおろか世界中に聞こえてしまったため、後でサラに身勝手な告白であったと謝罪している。
サラに想いを寄せる一方、ネット上でしか接触のなかったシンシアと対面を図ろうとする。ガンガランでデートを取り付け、サイズの合わないスーツ装で出かけてシンシアの謎掛けに挑戦するがシベリア鉄道の襲撃で会えずに終わっている。その始終をサラとアデットに尾行された挙げ句、シンシア当人にも見られていた。その後、偶然にサラと共にシンシアと巡り会うに至っている。
両親を失ってから一人暮らしの部屋をシベリア鉄道との戦いで破壊されたり、後にアデットに強引に押しかけられ同居を強いられたりと私生活では散々な目に会っている。とはいえアデットとは家族のようなものだと発言することもあった。また、ゲームのために一般家庭よりも優れた通信環境を持っていることがアナ姫のエピソードに繋がったりもしている。
コンピュータゲームで鍛えていたためオーバーマン操縦の習熟は速かった。とは言え実戦での加速度への備えはなく初戦では勝利したものの帰還前に嘔吐している。
キングゲイナーの能力、特にフォトンマットを使った応用技を柔軟に編み出して数々の敵を打ち破っている。特殊なオーバースキルを使う相手にも前述のプラネッタ戦のように臨機応変に対抗している。
搭乗機体は主にキングゲイナーだが、ガチコやドーベックにも乗ったことがある。
また、物語終盤では劇中最高となるオーバーセンスからオーバーデビルに取り込まれ、さらにはオーバーデビルのオーバーセンスで自身が巨大なオーバーマン化し、ブラックメールのコートを着てゲインたちと戦うに至る。

ゲイン・ビジョウ
声 - かわのをとや
28歳。エクソダスを成功させるための物資調達から敵対者の撃退・移動ルートの確保、各種調整など、様々な活躍を見せる「エクソダス請負人」。筋骨隆々で、防弾コートの下はタンクトップといういでたち。
性格は豪放磊落。しかし、育ちの良さもあって五賢人など目上の人々に対しては礼儀正しい。またフェミニストで女性に対する扱いに長けており、年端もいかないアナ姫を淑女として扱うなど抜け目がない。しかし、軽薄な言動や野卑な冗談が過ぎるため誰からでも好かれるわけではない。劇中、若白髪を見付けられたり、三十代への入り口も迎えたことを気にした発言をしている。
天性のリーダーシップを発揮し指揮能力にも長ける。人間の大きさから人望も厚く、才能ある若者を使いこなす度量にも恵まれる。特にゲイナーに対しては心の内に燻る対抗心に火をつけてうまく利用している。
戦闘能力に関しては非常に高く、オーバーマンから白兵戦までなんでもこなす。特に狙撃の腕は標的に4発の弾丸を撃ち込み、十字の印を残すことから「黒いサザンクロス」の異名を持ち恐れられている。背を向けて逃げる相手は撃たないというルールを信条としているが、人の心を弄ぶオーバースキルを使用したカシマルへの憤りの余りオーバーマンで逃走する背後から乱射し爆散させている。
ドームポリス・ウッブスのフェリーベ侯爵家を出自とし、本名は「シャルレ・フェリーベ」である。ウッブスのエクソダスの失敗の後に家系のお取り潰しを権力機構であるロンドンIMAに受けたことにより身をやつすことになり、かつての教育係だったママドゥを嘆かせている。
ウッブスのエクソダスの間に恋人のガエラと死別し、ピープル同士の殺し合いを目の当たりにするなど、つらい過去があった。その時期にはエリアル・ニールセン（声：高橋広司）を相棒にしていた。
当初はリュボフやコナたちから好意を寄せられていたが、アスハムに彼の妹カリンとの間に生を受けた私生児の存在を広められたことから距離を置かれるようになった。
シルエットマシン・ガチコを愛機としていたが、ガチコが破壊された後にオーバーマン・エンペランザ（二代目）を組上げて乗り換えた。

サラ・コダマ
声 - 小林愛
ウルグスク自警団の隊員。17歳。ゲイナーやベローとは同じ高校のクラスメイトである少女。
性格は明朗快活。クラスでも優等生で中心的存在。面倒見のいいしっかり者で「しっかりしなければ」という自負から自分自身を追い詰めてしまうこともある。恋愛に関してはウブ。また根っからの負けず嫌いで、アデットとは駅伝対決以外にもなにかと張り合うことが多い。だが実は似たもの同士で気が合う。苦手なものはカエル。
暗い過去とは無縁のようだが、幼い頃は孤児で盗みで食いつないでいた過去を持つ。このためピッキングをこなしたりもする。
当初、ゲイナーのことは「覇気のない引き篭もり」程度にしか見ていなかったが、ゲイナーの一大告白事件では恥ずかしさのあまり真っ赤になっている。その頃からゲイナーを意識するようになったのかシンシアの話題が出ると心中穏やかでなくなる。オーバーフリーズしたゲイナーを助けようとするが、ゲイナーの毒舌に打ちのめされた挙句にキスでオーバーフリーズされ、オーバーデビルの支配を受けるに至る。最終回ではシンシアを間に挟み3人で並んだゲイナーと後ろで手を繋ぐ仲になった。
オーバーフリーズしたゲイナーの指摘はあながち的外れではなく、男心を手玉にとって利用するズルさは初期の頃は特に見られた。これは同じくサラに好意を寄せるベローに対しても同様。
プラネッタの騒動の際にガウリがエクソダスのためにゲイナーの両親を殺害したことを知り、放課後の教室に大事な話と呼び出したゲイナーに告げようとするも両親を失った彼の心情を思い言うことができず、状況を勘違いしたゲイナーと話の合わないまま敵襲で機を逸したまま「エクソダスのためには必要な犠牲」であったと有耶無耶にしてしまっている。
ウルグスク自警団の正式採用シルエットマシン・パンサーに乗る。他にキングゲイナーに乗ったり、自律行動するブリュンヒルデに気に入られコックピットにアスハムと共に閉じ込められたり、オーバーデビルに操られジンバに搭乗したりした。

ヒューズ・ガウリ
声 - 草野徹
ウルグスク自警団・ガウリ隊の隊長。28歳。容姿は平凡で顔つきなど特徴らしい特徴に乏しい。髪を後ろのほうでちょんまげのように結んでいる。
隊長としてシルエットマシンにも搭乗するが、本領は「ヤーパン忍法」（オーバーデビルに操られた時は「デビル忍法」に改名）と称した怪しいながらも実用性の高い様々な技（主に体術）により白兵戦においては人間離れした強さを発揮する。
エクソダスを大義として邪魔するものは何人たりとも斬ると広言しており、ゲイナーの両親を暗殺したのも彼である。サラはガウリを完璧な大人として尊敬しているが、ガウリ自身はゲイナーの両親殺害も含めた過去の所行への良心の呵責に苦しんでおり、理想の実現のために犠牲を重ねることに対する葛藤を抱えている。そうした心の隙を付かれてカシマルに操られた。
物語後半で「強い男にしか興味が無い」アデットに熱烈に惚れられ、オーバーデビルの攻撃によりオーバーフリーズさせられ敵となった際、アデットからの熱いキスで自我を取り戻したりもしている。
搭乗機体はパンサーだが、ガチコを無断で使ったこともあった。

ベロー・コリッシュ
声 - 大竹周作
ウルグスク自警団・ガウリ隊隊員。長身で派手なリーゼントが特徴。お調子者でムードメーカー的な存在。実年齢は20歳だが、不明な事情によりゲイナーのクラスメイトとなっている。クラスメイトでもあり同じ隊に所属するサラに好意を寄せているが、体良くあしらわれるに終始している。
フットワークの軽さと友人に対する義理堅さを持ち合わせている。ゲイナーとはクラスメイトだがエクソダス以前は接点に乏しくさほど親しくなかった様子だが、後に親友となっている。勿論サラを巡るライバル。
普段はエクソダスの先導役としてヤーパンの天井の先頭を走りガウリ隊パンサーやキングゲイナー・ガチコなどの整備工場を兼ねるもあるシルエットマンモス・バッハクロンの運転を担当し、戦闘ではシルエットマシン・パンサーも乗る。折には名称不明の民間用4本足トラックも運転したりする。

ママドゥ・アザフ
声 - 西凛太朗
ドームポリス・ウッブス出身のゲイナーやサラやベローらが通う高校の歴史教師。物語冒頭のゲイナー拘束はママドゥの授業中だった。大柄な体格の激情家。
エクソダスを支える一人であり、エクソダスについて授業などで生徒を啓蒙していた。かつてはフェリーベ公爵家お抱えの教育係であり、教え子ゲインの「落ちぶれた」姿を嘆いたりもしている。
エクソダスを通じて知り合った、アナ姫教育係の「リュボフ女史」に好意を抱く。年齢差などから世間体を考えて苦悩していたが、結局は親密な関係となる。
ガウリ隊内では主にメカニックと新兵器開発を手掛け、代表作はオーバーマンに絶大な効果を発揮するBB。作業用シルエットマシンで非戦闘活動もする。ベローと共にシルエットマンモス・バッハクロン内にいることも多い。

コナ・マダヤ / ナン / トゥン声 - 本多真弓 / 入江純 / 大林洋平
シルエットマンモス・バッハクロンに常駐するメカニックチーム三人組。
コナは怒りっぽく、童顔で背が小さいことからゲイナーたちより年下にしか見えない27歳のチーフメカニック。当初はゲインに気を引かれ、ゲインを賭けてリュボフとボクシングで対決したこともある。
ナンはのんびり・おっとりした大柄な女性、トゥンは器用で神経質な小男と正反対の二人は相思相愛の仲である。
かなり優秀なチームで、常に最良の状態を維持し続けている整備のみならず、オーバーコートの修復やエンペランザの建造も手がけている。

アナ・メダイユ
声 - 鬼頭典子
ウルグスク・ドームポリスを統治していたメダイユ公爵家当主の末娘。性格はおしゃまだが無邪気で好奇心旺盛な女の子。
メダイユ公爵邸からのオーバーマン奪取の際にゲインに確保された「エクソダスをするための人質」となった公爵家の姫を建前としながらも、バッハクロン内からゲイナーの自宅に至るまで行動は無制限というヤーパン・エクソダスのマスコット・ガールとなっている。ヤーパン・エクソダスの指導者層である五賢人とも祖父母と孫世代というやりとりをみせる。
おてんば姫として様々な事件に巻き込まれるが、いざとなると不甲斐ない大人たち以上に的確な判断力や統率力を発揮する。アスハムの非道に対して相手を絶句させるほどに理路整然と説教し、ゲイナーにとってゲームは現実と対決するための手段と喝破した。しかし、聡明なら認識できて当然の、メダイユ公爵家の一人娘である自身がエクソダスに参加すればその責任を実家が問われるとわからなかったが、報道で取り潰しの可能性があると聞いて慌てて実家の存続を心配して電話した際に、父から勘当を言い渡された時も真意を汲み取り感謝の余り泣きじゃくった。

リンク / リンナ / リンス
アナ姫の飼っているペットで「リンクス」（英語ではヤマネコを意味するが作中世界ではイタチとリスを合わせたような動物として描かれている）という種類の雑食性と思われる動物。
常に3匹一緒に行動している上に忙しく動き回るため、個体の区別はアナ姫を含む一部の者にしか付かない様子。
尾と背中の模様の有無がそれぞれ違い、尾が白くて背が黒く、いつも半目で目付きが悪いのがリンク、尾も背も黒いのがリンナ、背が白くて尾が黒いのがリンスとされ、性格もそれぞれ違うようである。かなり賢いようで人間の言葉をある程度理解した行動を取る。驚いて興奮すると粗相をしてしまうこともある。
寒さに強く泳ぎもうまいようで、第14話で氷の海に沈んだママドゥとリュボフを引っ張って水面に上がるという危機に際して凄まじい力を発揮した。

リュボフ・スメッタナ
声 - 二村愛
メダイユ公爵家に雇われたアナ姫の教育係。普段は理性的でおっとりしており少女趣味的なところもある年頃の女性。
キングゲイナー強奪兼アナ姫拉致騒動の最中に主犯のゲインに一目惚れしたり命の恩人とは言え親子ほどの年齢差があるママドゥに惚れ込んだりと惚れっぽい。二人には知的で優しいマッチョ系という共通点がある。責任感は強く単身アナ姫奪還を図っている。さらにはゲインを巡ってのコナ・マダヤとボクシングで殴り合うという激情家であったりもする。
エクソダス中では教育場面はないため、アナ姫の侍女に見えている。

アデット・キスラー
声 - 林真里花
元シベリア鉄道警備隊。後にガンガラン自警団・アデット隊隊長。人も羨むナイスバディの持ち主だが、性格は男性的で荒っぽくがさつで何事にも強引。だが情には厚く、天性の姉御肌。恋愛面では惚れっぽい性格で男らしい男に惚れ込む。
授業中のゲイナーを問答無用で留置してシベリア鉄道警備隊の傍若無人ぶりを象徴する人物として登場するシベリア鉄道警備隊隊員。ボディスーツで出撃してヤッサバ隊長を慌てさせるほどの奔放さを発揮する。キングゲイナー強奪騒動ではドゴッゾで阻止しようが起動したキングゲイナーに返り討ちにされた。ヤッサバの命令で「ヤーパンの天井」に潜入しアナ姫奪還を図るが、潜入中にヤッサバが陽動に失敗して騒動自体からも離脱したことから「ヤーパンの天井」に取り残され自活を余儀なくされる。そんな折、ひょんなことから駅伝大会に巻き込まれてサラと繰り広げた激闘からなし崩しに「エクソダス」に参加。高校教師の職（と生徒たち用の給食のパン）にありつく。
教師となってからはゲイナーの家に強引に転がり込み、同居生活を始める。シベリア鉄道時代は知的な口調を使ったりもしていたが教師になってからは潜めている。授業は無茶苦茶で課外授業として一般生徒まで引き連れての列車強盗を行っている。
「ヤーパンの天井」にガンガラン・ドームポリスの難民が流入した際、戦闘経験の無いガンガラン・ピープルと乱闘騒ぎを起こしたが、その縁からガンガラン自警団の通称アデット隊隊長にスカウトされるに至る。
シベリア鉄道警備隊にいたのは「不器用で女らしい仕事ができないが、それでも家族のために働きたかった」からだという話がアデット隊隊員から明かされたりもした。だが、シベリア鉄道から「退職金の代わり」と称し大量の新型シルエットマシン・ドーベックを強奪しアデット隊に配備するなど、列車強盗の件とも併せてシベリア鉄道への恩義や遠慮は全く感じている様子がない。加えて、かつての部下ケジナンとエンゲから「姐さん（あねさん）」、同僚のジャボリから「お姉さま（おねえさま）」と呼ばれ慕われていたが、「エクソダス」に参加してからはかつての部下たち相手にも情け容赦のない仕打ちを与えている。
開始当初はヤッサバと恋仲ながら、ヤッサバ脱落後はゲインに色目を使い、終盤ではガウリに惚れ込むと一途ながら気は多い。強い男が好みとばかりにケジナンから熱烈な告白を受けてもまったく相手にしなかったりする。また、ゲイナーは男として意識しておらず、全裸を見せようが平気。
デスネッタの不安ウェーブの影響すら少なかった彼女だが、ナメクジだけは苦手らしい。
エクソダス合流後はゲイナーをしごくと称してキングゲイナーに同乗することもあった。しかし、アデット隊では赤いドーベックを駆り陣頭指揮をとる。

### シベリア鉄道警備隊
ヤッサバ・ジン
声 - 江川央生
剛勇の士としての誇りを持つシベリア鉄道警備隊・ヤッサバ隊の隊長。幼い頃に親が自分を残してエクソダスしたのが許せず、エクソダス阻止に執念を燃やす。
「ヤーパンの天井」潜入の際に捕われ脱走した折に住民総がかりで追われリンチもあわやという所を辻占いの少女エイファに匿われる。ブラックメールを駆って巻き返しを図る中でエイファが稼ぎの悪さから折檻されていた所に出くわし人質と称して助けたが、キングゲイナーとガウリ隊の連携により撃破される。警備隊に戻るに戻れず少女の故郷というインダス方面へ共にエクソダスしようとする最中でセント・レーガンのゴレームに襲われた所で舞台から退場したが、最終話で1シーンのみながらエクソダス途上の姿が描かれた。
喜怒哀楽の表情が豊かで、物語序盤でしか活躍しないにもかかわらず「豪快に笑う」、「オーバーマン相手に生身で手に持った剣を突きつけ、猛烈に怒る」、「戦いに負けていじける」、「捕らえられ助けにきた仲間に弱音を吐く」、「辻占い少女の純粋さに打たれて和む」、「義憤に駆られて懲悪する」、「コテンパンにやられて悔し涙を流す」、「心朗らかにエクソダスする」と、作中にて最も激しい情動の変化を見せ、主役を霞ませるほどの活躍を見せた。
戦いでは力押しだけでなく、オーバースキルを駆使した思いもよらない罠を仕掛けたりもする。搭乗機体はラッシュロッド、後にケジナンから奪い取ったブラックメール。

ケジナン・タッド
声 - 北沢洋
シベリア鉄道警備隊のヤッサバ隊所属。年齢は31歳。本人によると農家の出。いつも同僚のエンゲとつるんでいる。
ガニ股が特徴的で、上にはへつらうが目下に厳しく、野心は大きいが度胸は小さいなど、状況や相手に応じて態度がコロコロ変わる調子の良い性格をしている。
強力なオーバーマンで優位に立った際にアデットに熱を上げていたことを明かしたが後半ではあっさりシンシアに乗り換えている。二人とも年齢や見た目は違うがケジナンよりも強いことは共通している。結局どちらからも相手にはされていない。同僚のジャボリに興味を示したことはない。
物語終盤で「自称・シベリア鉄道副総裁」になった。
搭乗機体はドゴッゾ、ブラックメール、アンダーゴレーム、アントリオン、メックスブルート、ドーベック。

エンゲ・ガム
声 - 小山剛志
シベリア鉄道警備隊のヤッサバ隊所属。年齢は30歳。虚仮脅しの眼帯をしている。
人相も相まって屈強に見えるが、実際は悲観的な性格で大した出世欲もなく、責任逃れのために強いものの下に就いて楽をすることを望んでいる。普段はケジナンの腰巾着をしている。
搭乗機体はドゴッゾ、アンダーゴレーム、アントリオン、ドーベック。

ジャボリ・マリエーラ
声 - 田村真紀
シベリア鉄道警備隊のヤッサバ隊に所属している23歳の女性。田舎生まれの田舎育ちが負い目である反面から、やたら相手を田舎者と罵倒する。
玉の輿を狙っているが要領が悪く上司や同僚からあきれられたりすることもしばしばながら、曲者揃いの隊内で比較的には良識を発揮する側にいる。警備隊員だが人を撃ったことは一度もなく銃を扱うのは苦手。たまに少女のように振舞う。ザッキによると、ぬいぐるみでは上手に遊ぶらしい。
アスハムに惚れ込んだものの当の本人にはさほど真剣には相手されてはおらず、むしろザッキに気に入られてしまうなど、幸が薄い。
アデットを「お姉様」と呼んでおり、彼女には頭が上がらない。ゲジナンやエンゲに比べれば優秀だったが目立った成果は出していない。
搭乗機体はドゴッゾ、アンダーゴレーム、ドーベック。

カシマル・バーレ
声 - 藤原啓治
シベリア鉄道の運行部長。設定年齢39歳。鉄道のダイヤの維持のためには手段を選ばないことから「氷の運行部長」と恐れられている。
エクソダスをダイヤを乱す障害と見なし、旧ヤッサバ隊隊長赴任後は意図して大災害を起こしてドームポリスのピープルを路頭に迷わせたり、その人心を弄ぶといった常軌を逸した策謀を巡らせていく。
男性だが女性的な物腰、言葉遣い（いわゆるオカマ口調だが、無理して高い声は出さない）をしている。紫色の口紅を愛用し、また、トレードマークのモヒカンもまた紫である。ヘルメットはモヒカンが出るようなものを使用している。また健全な男女交際が怖気がするほどに嫌いであるなど、見た目・行動・性格・嗜好のいずれにおいても、かなりアブノーマルである。
搭乗機体は出撃のたびに替わり、アントリオンやプラネッタやデスネッタなど乗り継いだ挙句、最後の乗機リオンネッターはゲインのエンペランザによる銃撃「黒いサザンクロス」を受け爆散した。
全編を通じて、敵味方含め主役級で唯一の戦死者となった。

キッズ・ムント
声 - 佐々木誠二
酷薄なシベリア鉄道総裁で別名「鉄道王」、アナ姫曰く「悪いお釈迦様」。
部下のカシマルはダイヤを守ることを生き甲斐にしていたが、キッズは最高速と定時刻をこよなく愛しながら専用列車「チェルノボーグ」の専用の部屋の椅子に大きく構えてシベリア中を走り回り、敵からも部下からも恐れられつつ享楽的な毎日を送っている。
己のためなら他者を踏み台にすることや守る気のない約束をすることなど何とも思わない。地球全体に巡らせた鉄道線路自体に隠した支配網の準備や完全体では制御し切れないオーバーデビルの分解したままでの利用、組み立て後のオーバーデビル掌握のためのオーバーマン乗りの選抜・育成といった様々な策謀を巡らせる周到さや、アスナムやミイヤのような相違える相手をその能力や影響を見極めた上で排除せずに利用する強かさを発揮する。
人に無条件で優しくされたり親切にされることには慣れていない「孤独な独裁者」であるが、シンシアを気に掛け、終盤では親衛隊のブラックドミと共にオーバーデビルに取り込まれたシンシアの救助に力を尽くしたりもしている。
見た目に反して腕っぷしが強く、拳銃を持って迫るアスハムを軽くいなして見せたりもした。
漫画版ではセント・レーガンの諜報部を率いていた過去を示唆している。

シンシア・レーン
声 - 水城レナ
本名はシンシア・ウェラ・レーン。
オーバーマン乗りである18歳の少女で、キッズ・ムントの秘蔵っ子。
本人が登場するのはずっと後になってからだが、ゲーム・オーバーマンバトルのオンライン対戦でシンシアを倒して「キング」となったゲイナーに対して仕事で徹夜明けだったからと応答する第1話のシーンから登場している。
その後ゲイナーがエクソダスに巻き込まれてオンラインアクセスできなかった間に連続200回勝利して「クィーン」の称号を得ている。
ゲーム内ではゲイナーにわずかに及ばないながらも卓越したオーバーセンス（オーバーマン操縦能力）を示す。それは高いオーバーセンスを持つ家系の娘だからともされている。亡き母親が最高のオーバーマン乗りであることがシンシアの自慢だが、母親の顔はキッズ・ムントからもらった写真でしか知らない。
キッズの許にシンシアと共に集められていたオーバーセンスを持つ多くの少年少女は選抜により一人また一人と姿を消し、また、ゲームで勝った相手には避けられてしまったことから友人を得ることがなく、自分よりゲームの強いゲイナーやゲイナーを介して偶然に知り合ったサラが心に残ることになった。
ずば抜けたオーバーセンスでゲーム、実戦共に如何なる相手をものともしない。コンピュータゲームで敵わなかったゲイナーをオーバーマン・ドミネーターの能力を駆使した実戦で圧倒したというオーバーマンの戦いとコンピュータゲームをないまぜにした勝利の高揚感の中で、ゲームとは異なる現実であるゲイナーの酷い怪我の様子をサラに突き付けられ、キッズ・ムントの恩義との狭間でオーバーマンによる戦いの是非に苦悩することとなる。
いつも棒付きキャンディや粒チョコなどのお菓子を頬張っている。かなり痩せており背が低いが、それがケジナンにはたまらなく魅力的なようである。

### ロンドンIMA
アスハム・ブーン
声 - 子安武人
ロンドンIMA特務隊、アスハムブーン特殊部隊隊長でセント・レーガンの若きエリート。美しいブロンドヘアなど容姿端麗で上流階級を気取っている。
性格はとかく自己中心的で思い込みが激しく融通が利かない。また、人の話をキチンと聞く耳を持たず感情的。人を人とも思っておらず、利用できる者はすべて利用する。公私の分別がなく、ポリシーがあるようでいて、本音ではご都合主義でいい加減。このため劇中でブレまくる結果となっている。
妹とゲインの間に娘が出来たことから、ゲインに男としての責任を果たさせるためロンドンへ連れ帰る目的で執拗に付け狙う。だが、「連れ帰る」という目的は失敗を重ねるうちにスッカリ忘れ去り、単にゲインとその一味に「一泡吹かせてやる」といった感情的なものにすり替わる。
地位を得るためなら信義も曲げ、チャンスと見るや雇い主に反旗を翻すなど自分本位な男の原動力はシスコンとゲインに対する醜い嫉妬でしかなかったとも見ることができる。
ロンドンから「ヤーパンの天井」のエクソダスを止めるという名目で出張し、エクソダス請負人・ゲインの逮捕を図り一旦頓挫したものの、私的な野心を秘めてシベリア鉄道警備隊の要職に付き「ヤーパンの天井」とかかわり続ける一方で、キッズ・ムントの秘密に近付いて行く。
彼に気があるジャボリを「うまく扱えば便利な手駒」ぐらいにしか思っていない。
ドミネーター相手の一度目のみならず同じゴレームを使っての二度目までも完敗したシンシアには本人がいない場所でも敬称を付けて呼ぶが、自分の目的のために利用しようとしていた。
格闘戦ではゲイン相手で圧勝する実力を発揮するが、見くびったキッズ・ムントから手痛いしっぺ返しを食らったりもする。
搭乗機体はゴレーム（パワーゴレーム）を使用した他、ピルウィッツ公から拝借したジンバにも搭乗。最後にはシンシアから奪うような形で搭乗したドミネーターでゲインと激闘を繰り広げた。コックピットに取り込まれるサラに続いて無理矢理乗り込んだブリュンヒルデを一時操作したりもしている。
最終回では兄の乱行を聞きつけた妹に連れ戻されるという醜態を晒した。真相はアスハム得意の思い込みだった。

ザッキ・ブロンコ
声 - 中村たかし
アスハム・ブーン特殊部隊の隊員（副隊長）で、優秀なゴレーム乗り。アスハムに比べれば融通の利く性格で、香水を好んでおり、長い髪を後ろで編んでいるのが特徴。
アスハムの忠実な部下だが、任務に私情（ゲインのこと）を挟む姿勢はあまり良く思っていない。
失敗したジャボリを「悪い子ではないのだが」とかばうなど、やや気がある様子もうかがえた。
シンシアが駆るドミネーターのセント・レーガン隊襲撃によってシベリアの氷の湖にアンダーゴレームごと沈められたが、最終話で脱出できたことが判明している。
搭乗機体はゴレームとアンダーゴレーム。

### その他の登場人物
メダイユ公爵
声 - 宗近晴見
51歳。ドームポリス・ウルグスクを統括するメダイユ公爵家の現当主。アナの父。臣民の信頼を寄せられる人物。調度品やオーバーマンをコレクションする蒐集家で、ゲイナーに「キングゲイナー」と命名された機体もその1つ。横暴な中央政府やシベリア鉄道の支配下とはいえ、比較的リベラルな施政もあって芸術を愛好する温厚な名君として「芸術公爵」のニックネームでドームポリス市民に慕われている。ドームポリス・ウッブスのフェリーベ侯爵家に続いて「ヤーパンの天井」による大規模なエクソダスの責任を被せられ、公爵家は取り潰しの危機に陥るが、アナには自由に生きて欲しいと涙ながらに勘当を言い渡す。
オーバーフリーズで凍らされてしまうが、最終回で助かり、臣下に「エクソダス」をする旨を告げた。

ミイヤ・ラウジン
声 - 中西裕美子
歌と踊りでエクソダスの考えを民衆の間に広げている踊り子。大量に撮り貯めた立体映像が各地に流れており、ウルグスクでも祭りの際にこれを流していた。青みがかった髪の美少女だが、清楚な見た目とは違い、性格は明るく奔放。その行動のためエクソダスのシンボルと見られ、本人の器量と相まってピープルたちから人気を集めている。一応、五賢人の一員とされているが「ヤーパンの天井」のエクソダスに当初から随行しておらず、気ままにヤーパンを目指していた。
歴史上最初にエクソダスを行ったミイヤとは何らかの関係があるとされている。

ルブル・ウォン・ダラ
声 - 千葉雅子
ミイヤの旅に同道する彼女のマネージャー。細かいことを気にしないミイヤとは対照的に現実的な性格で、金銭面にもシビア。ただ彼女を嫌っているわけではなく、奔放なミイヤの言動に愚痴を零しつつも、共に旅を続けている。名前はルーブル、ウォン、ドル（ダラー）と各国の通貨単位をつなげたもの。

マルチナ・レーン
声 - 沢田敏子
シンシアの祖母。強大なオーバーセンスを持つ。
かつてオーバーデビルに全身を凍らされ、氷付けのままアガトの結晶内に放置されていた。オーバーデビルの覚醒にともない氷が解け、ヤーパンの天井に収容された後も下半身は凍ったままでオーバーフリーズとオーバーデビルの関係を暗示させていた。

カリン・ブーン
声 - 折笠富美子
アスハムの妹。思い込みで突撃する兄の元に駆けつけようと第25話で列車に乗り戦場に向かい、最終回でオーバーデビルが倒された後、アスハムを連れ戻った。ゲインに対しては行き擦りの恋（お嬢様の気まぐれ）で冷めており、過去のものだと切り捨てていた。

## 作品世界について
エクソダス
旧約聖書の一つ、出エジプト記が原案。
長期に渡る自然破壊の修復のために過去に人口の集中していた住みよく環境の優れた土地は自然環境保全地域として普通の人々は立ち入りが厳しく制限された。農業・畜産・漁業など第一次産業のために利用される一部を除く大半は緑化地域として手付かずの状態にされているようだが、作中では人々の口に出るに留まり、映像となってはいない。
一般人の生活圏はドームポリスに制限され、生活物資の供給は鉄道網による必要最低限の水準に抑えられていた。
当初は必要であった措置ではあったが、自然が十分に回復したものとされた物語の時代では行政府側の官僚主義的な効率的利益集約システム維持のためだけに存続しており、ドームポリスで生活するピープルたちの抑圧感は増大の一途を辿っている。
これに対して、ドームポリスでの生活からかつて人が居住した温暖な地域への移動（脱出）と移住を図るエクソダスが始まった。これに対して支配層は最悪の場合死を以って償わされる重大犯罪としながらも、経済活動における市場である非支配者層維持のため、抑止や断念による帰郷を促すための妨害を主な対策としていた。
都市ユニット自体を移動させるエクソダスでは意にかかわらずに巻き込まれてしまう人もおり参加者は一枚岩となっているわけでもない。また、補給路の縮小や途絶、支配層からの様々な妨害の結果、内部での様々な軋轢の結果、1日に配給のパンしか食べられない人、生活のために出所不明の物品の行商をする未就学児童、戦闘に巻き込まれて負傷したり住居を失う人、さらにはエクソダスを諦めて難民化する人も発生してしまうなど、実態は危険かつ過酷である。

ドームポリス
氷雪地域・永久凍土地帯・砂漠地帯といった人が生きるのに適さない苛酷な環境の土地での居住のために建造された都市国家。都市ユニットと呼ばれる巨大建築物の集合体で、周囲の厳しい自然環境から住環境を守るために「巨大な屋根＝ドーム」を持っている。世界各地の極限環境に複数存在しており、この中で多くの人たちが社会を形成、生活している。
長い年月を経る間、都市ユニットには増築や改築により個人住宅など様々な住居設備が追加されている。ゲイナーの住む家も都市ユニット壁面に貼り付く形で建てられていたため、エクソダスの際には窓が壊れて吹きっ晒しになってしまった。

ピープル
ドームポリスに生活する市民の総称。

オーバーマンバトル
世界中のゲーマーがプレイしている3Dロボット対戦アクションゲーム。主にロボット同士の空中戦を行うゲームで家庭用とアーケード用があり両者間でオンライン対戦することも可能である。漫画版での表記は「OVERMAN ARENA」。
ゲイナーにオーバースキルについての知識がなかったことからゲームの中のオーバーマンは両手に武器を持った自由に空を飛べるロボット程度のものと窺い知れる。ゲーム中のロボットは両手の武器、自機の色など、ある程度カスタマイズでき、ゲイナー機は緑色のオーバーマンで、右手の近接武器で止めを刺す。シンシア機はピンク色の機体で、彼女もまた右腕に近接武器を装備している。
エクソダスを開始する日の午前6時、ゲイナーはシンシアとの対戦で勝利して連続200回対戦チャンプの男性用称号「キング」を手にしている。シンシアはドームポリス・カテズのゲームセンターで連続200回対戦チャンプの女性用称号「クイーン」を手にしている。
漫画版のオーバーマンアリーナではランキング10位以内のプレイヤーに賞金が出ており、ゲイナーはその賞金と大会優勝の賞金を生活費にしているとされていた。またゲームの開発はシベリア鉄道公社で腕の良いプレイヤーを鉄道警備員が攫って行くという噂が、ゲームチャンプであることでシベリア鉄道からマークされるという伏線となり、本編冒頭のゲイナーの拉致やシンシアの選抜へと繋がって行く。
このゲームにはチャットシステムが存在しており、複数のプレイヤーとコミカルな絵やキャラクターで視覚的な感情表現をしながら会話することができる。ゲイナーのキャラクターは「マンボウ」である。
1対1の対戦以外にも複数対1人や複数対複数、オフラインモードもあり、スコアアタックも可能になっている。オンライン対戦のために自宅に並み以上の回線機器を持つゲイナーもエクソダス中はドームポリス近辺でしか接続できず、ミイヤの街ではオフラインでブリュンヒルデの攻撃パターンに似たステージを使い練習した。
また、本物のオーバーマンのコクピットからの対戦も可能で、ゲーム画面がコクピットのスクリーンに投影され、オーバーマン自体の操縦系を使用して操作する。ダブルフィールドで自分の操縦技術の限界に挑むためにゲイナーが現実での戦闘と同時にゲーム対戦をした際には、ゲーム相手の操作でもキングゲイナーの機体が動くため何も無い所にチェーンガンを振るうなどの無駄な動きとなり、現実の対戦相手を困惑させた。

### 地名
ウルグスク
旧ヤーパン地域の住人が移住したが、物語の時代では文化面でや人種的に混在が進み、ほぼ無国籍化している。しかしヤーパン地域への帰還願望は根強く残されている。

ヤーパン
かつての日本地域を指しているとされる。劇中描かれるエクソダスの目的地。ウルグスクのピープルの間では、ヤーパンの伝統と称して、忍者（忍法）、エキデン（駅伝）、大衆食堂、簀巻き、打ち首、腹切り、寿司など、（しばしば勘違いされた）日本の風物が残っている。作中世界では北極点を中心に据えた「ひっくり返った日本周辺の地図」がたびたび登場する。

リマンメガロポリス
シベリア鉄道本社があり、物語終盤の対オーバーデビル戦で舞台となった街。現在のウラジオストク付近に相当するようである。世界中の鉄道網に接続されており、北半球でも屈指の大都会である。

ポリチェフ
ピルウィッツ公が治めるドームポリス。交易が盛んであるが、裏ではシベリア鉄道からの盗品、横流し品を商い巨利を得ている。ヤーパンの天井に触発されたピープルがエクソダスを計画したが、アスハムの乗るオーバーマン「ジンバ」一機にエクソダスは阻止された。

ガンガラン
シベリア地域の交通の要所として、規模はやや小さいながらも栄えているドームポリス。南の広場には日光を取り込む透明な天井を持つ大きな日時計があり、カップルの待ち合わせにも利用されているなど、居住環境の整備など機能一辺倒のウルグスクに比べると、洗練された潤いのある都市構造のようでもある。
劇中カシマルの作戦により都市機能を破壊され、住民はそのまま全員難民となってヤーパンの天井に流入。以前からのヤーパンの住民と対立した。後にアデットの大立ち回りを契機にドーベックを運用する独自の自警団組織「アデット隊」を持つようになる。

ロンドン
大都会。世界の中心クラスの発言力と戦力がある様子。作中でもビッグ・ベンが描写されているなど、歴史的建造物を多く残す都市である。

ウッブス
砂漠のドームポリス。ゲイン、ママドゥ、エリアル、ガエラの出身地。かつてエクソダスを決行したがセント・レーガンに阻止され失敗、残ったピープルも内部対立を起こし壊滅した。この事件により領主のフェリーベ侯爵家はお取り潰しになっている。物語冒頭で2年前には存在しなくなった場所となっている。

ベールド
ゲインがガチコの左腕を買ったアンダーマーケットがある場所。暑い地域らしく、強い日差しが描写されている。

### 組織
ロンドンIMA（ロンドンイマ）
IMAとはInternational Monitoring Agencyの略で、国際監視機構を意味する。建前上はドームポリス間の調停組織だが実際には大きな権力を持つ世界政府のような存在。ロンドンに本拠地があるためこのように呼ばれる。
セント・レーガン
ロンドンIMA傘下の戦闘組織。ゴレームシリーズのオーバーマンを主戦力とする。

シベリア鉄道公社
シベリア一帯の鉄道路線を運営・管理する巨大組織。ドームポリスへの食糧・資源の供給を握るとともにロンドンIMAとも深いつながりがある。そのためドームポリスの政治・経済に対して大きな影響力をもち、実質的にシベリアを支配しているとも言える。物語の時点ではIMAの意に沿わない独自の動きを強めている。公社のトップは総裁と呼ばれ現在はキッズ・ムントが就いている。本社の所在地リマン・メガロポリスにはアガトの結晶と呼ばれる涙滴型の巨大構造物がある。

シベリア鉄道警備隊
シベリア鉄道公社傘下の武装組織。公社の権力を背景に乱暴な行いが多く、ゲインによると法的には警察権はないらしいが、実際には市民の逮捕・拘束なども当然のように行っている。他に賄賂など私腹を肥やすための行為も横行しており、そのためピープルからは公社ともども「シベ鉄」と呼ばれて忌み嫌われている。
サイコオーバーマンを始め特殊なオーバースキルをもつオーバーマンを多数所有し、周囲への威圧に頻繁に利用している。

## メカニック

### オーバーマン
基本的な動力理論はシルエットマシンと同系統ながらその数倍の性能を持つ発展技術を使うロボット。
外装と動力が一体化されたシルエットマシンとは違い、人工筋肉といえるマッスルエンジンで駆動される。基本構造は脊椎動物に類似した骨格と筋肉・神経系からなり、それらを覆う皮膚、さらには専用の「衣服（オーバーコート）」を持つ。オーバーコートは装甲としてだけではなく、オプション機能の装具としても利用される。
動力源はシルエットマシンと併せて外装を使った太陽光発電の類（光子を直接エネルギーに変換している？）であることが漫画で明らかにされている。また、アニメ版劇中では「リキュール」と呼ばれる調合を必要とする液体をマッスルエンジンのパッケージ（柔らかく、袋状の莢を持つ）に注入し、手作業で全体に行き渡らせて補充している様子が描かれている。
オーバーマンは駆動に際してフォトンマットと呼ばれる高エネルギーを放出（半ば質量を持ったエネルギー放射）する。このフォトンマット放出をコントロールすることで飛行・慣性制御を行い、さらには防御・攻撃に利用することもできる。ある程度以上のフォトンマット放出は天使の輪や仏像の光背（後光）のようにも見えるフライングリングと呼ばれる光輪を形成する。
オーバーマン起動時にはシルエットエンジンを動作させるのと同系統のエネルギーを周囲に大量放出するため、シルエットエンジン側が動作できなくなってしまう「起動干渉」とよばれる現象が発生する。
オーバースキル
オーバーマンが持つ特殊能力。
オーバーマンの機種によって多様な能力があるが、その一部はオーバーコートに依存しており、他のオーバーマンのコートを着ることによりそのオーバースキルを利用できる。単体でオーバースキルを発揮する物もあるが、オーバーコートを使用することでその能力を増幅できる。なお、オーバーコートの使用は違法行為となっている。

サイコオーバーマン
心を読む、心理状態を変化させるなど精神に関するオーバースキルをもつオーバーマンの総称。

アーリーオーバーマン
古いオーバーマンには人間のそれとは異質な意思を持つ物があり、この意思がしばしば搭乗者との衝突を招くこともある。アーリーオーバーマンの場合は、単なる乗物としては不適切なほどの自立性が在ると同時に、人間の感情に反応しやすい。また現在のオーバーマンよりも遥かに扱い難い高性能の存在として扱われている。

オーバーセンス
オーバーマンの操縦者のオーバーマンへの適性。シンシア・レーンのように特に高いオーバーセンスを持つ者はオーバーマンの潜在能力を引出し、他の者の操縦時とはまるで別の機体のような戦闘力を発揮させる。血筋による生まれ付いての才能に拠る所が大きいと考えられている。
ただし、強すぎるオーバーセンスには、ジンバに乗ったアスハムや、オーバーフリーズ習得後のキングゲイナーに乗ったゲイナーのように、オーバーマンの性能に心を奪われる危険性が伴ってくる。

オーバーフリーズ
オーバーデビルの系統に見られるオーバースキルで「何でも凍結させてしまう力」。あらゆる物体を一瞬で凍りつかせるだけではなく、特定のものだけを選択的に凍りつかせたり、さらにはフライングリンクのような無形のものや「良心」や「愛情」といった心理まで凍りつかせるといった、単なる極低温による凍結に留まらない力を持つ。

キングゲイナー
ドームポリス・ウルグスク領主であるメダイユ侯爵家の屋敷にコレクションとして保管されていたオーバーマン。起動者ゲイナー・サンガによって「キングゲイナー」のコードネームを与えられる。その特徴は髪の毛のような頭部パーツと、顔面にある3対の線であり、戦いの中で表情があるかのように形状を変える。敵からは「髪の毛のあるオーバーマン」「白銀色のオーバーマン」「ヤーパンのオーバーマン」などと呼ばれたが、リオンネッター戦からは敵側もキングゲイナーというコードネームを知るようになった。その出自・能力共に謎が多いが極めて汎用性が高い。アーリーオーバーマンの特性を持つオーバーマンであり、オーバーデビルの眷属である可能性や、対オーバーデビル用オーバーマンとして開発された可能性を示唆されている。
「加速」のオーバースキルを持ち超高速戦闘が可能で、ゲイナーの操縦センスとその能力の向上とに相俟って戦果を重ね、数々の危機を切り抜ける。このオーバースキルの「加速」は単なるスピードアップという意味ではなく、分子レベルでの運動の加速という効果も持ち、後述の「オーバーフリーズ」や「オーバーヒート」のような現象も引き起こす。
武装には、銃としてだけでなくチェーンソーのように刃を回転させて対象を切り裂く斬撃装備としても使用可能なチェーンガンと呼ばれる武器を持ち、他にも短剣として使用する「ピン」、ポシェットから取り出して投げると大量の子爆弾をバラまく「散弾手投げ弾」、チェーンガンに装填して使う「オーバーフリーズバレット」を装備する。それぞれの武装および弾薬は左腿にある「ポシェット」という袋（一種の「四次元ポケット」のような機能がある）の中にスペアがあり、劇中ではオーバーセンス完全覚醒後に、オーバーデビルを相手にチェーンガン二刀流を披露した。
防具としてコクピットを守るブラジャーという装甲を装備している。このブラジャーには、左胸に3つチェーンガン用の予備の弾を収納する他、フォトンマットの発生装置を備えている。
人間に似た基本系と関節の稼動範囲から概ね人間に可能な仕事をオーバーマンサイズでこなせる。
オーバースキルや基本的な機体の性能の良さ、ゲイナーの技量などにより他のオーバーマンでは比肩できない多彩な技をこなし、「オーバーマルチキック」・「真っ向唐竹割り」・「ニンポーカラテ」（変幻自在の体術。ゲイナーがキングゲイナーに教育した技である）・チェーンガン二刀流・背負い投げなどの体術、剣術を使う。また、フォトンマット（フライングリング）を使った攻撃・防御も得意としており、チェーンガンにフォトンマットの影響を与える「チェーンマット」や、フォトンマット最大出力による広範囲攻撃、フォトンマットを使った「フォトンバリヤー」などの技を使う。
オーバースキルは以下のように様々な形で発動している。
- 分身や瞬間移動をしているように見えるほどの高速移動。
- 操縦者には（時間を操っているかのように）周囲の動きがゆっくりに見えて、その中で自分だけ素早く動ける。
- キングコールドという冷却技を防御用に使ったオーバースキルである「コールドガード」（マグマすら凍らせることができるが機体の消耗が激しい。後の「オーバーフリーズ」の片鱗ともとれる）。
- 「加速」のオーバースキルの応用で、あらゆるものを凍りつかせるオーバースキル「オーバーフリーズ」（発動前に周囲のシルエットエンジンからエネルギーを奪い取り、天候を操作してオーバーフリーズを使うなどの芸当も見せる）。
- 「オーバーフリーズ」の効果を持つ弾丸「オーバーフリーズバレット」。
- 「オーバーフリーズ」とは正反対の高熱を発する「オーバーヒート」。

これらは他のオーバーマンに比べても多彩である。また、ラッシュロッドとの戦いで時間停止らしき能力を使ったことや、ブラックメールのコートを装備して「透明化」のオーバースキルを発動したこともある。

XAN-斬-
アニメ未登場の黒いキングゲイナー。ブラックオーバーマンとも呼称される。ゲイナーが搭乗したキングゲイナーより、過去の時代での姿と言われているが詳細は不明。主武装は敵に投げ付けたりもできるクナイと、ポシェットに収納された身丈以上の日本刀「アクナギノツルギ」であり、格闘能力は極めて高い。手裏剣型のフォトンマットにより中・遠距離戦もこなせ、さらに強固なフォトンマットを持つ万能機。
侍のような風貌、武装や後述の必殺技から、ヤーパン（日本）に関わる機体だという説があるが、詳細は不明である。
必殺技は「加速」のオーバースキルを使った「ヤーパンニンポー」であり、オーバースキルでの分身で一斉に敵を攻撃後、分身と共に敵を取り囲み、フォトンマットで大爆発を仕掛けるという派手な攻撃を仕掛ける。ゲームなどの演出では、フォトンマットが花弁のように散るなど、演出も凝っている。

ラッシュロッド
シベリア鉄道警備隊隊長ヤッサバ・ジンの駆る、シベリア鉄道警備隊の看板オーバーマン。「ベロウズ」と呼称される鞴（ふいご）に似た形状の手持ち式超高熱火炎放射器を武器として使う。また両手の付け根に2連装ロケットランチャーを各2門・計4門装備する（ただし劇中では機関銃のように連射されるなど、ロケット弾というより通常の弾丸に近い描写がされている）。
オーバースキルは「時間停止」で、対象物に対して手をかざして光るエネルギー体（劇中では「ストップビーム」と呼称）を投射することで、その物体の時間経過を止めることができる。停止させた時間はいつでも自由に解除できる。頭部の信号機に似た部位を破壊されるとその能力は使用できなくなる。第4話で破壊されてしまい、オーバーコートは回収され、本体は分解されてキングゲイナーの補修部品にされた。
漫画版ではオーバーミラーというバリアを発生させる全く別のオーバースキルを使用する。

ラッシュロッド（ストップコート装着後）
ラッシュロッドにオプション装備の「ストップコート」を装着させたもの。ストップコートは時間停止のオーバースキルを強化するもので、マント状の部分の裏面からエネルギー体を放ち広範囲の時間を止められる。劇中では先頭の都市ユニット（一号ユニット）全体の時間を止め、ゲイナーたちを立ち往生させたほか、30分に渡って嵐の時間を停止させ、中に入ったキングゲイナーを暴風で攻撃した。その他、掌に留めたストップビームを叩きつける「時間止め張り手」という技も披露した。

ブラックメール
ヤッサバが囚われた後のシベリア鉄道に配備された、頭頂部に突き出た目玉状の部位が特徴的なオーバーマン。
「ブラックコート」と呼ばれるオーバーコートを装着することで「透明化」のオーバースキルを発動する。見た目だけでなくあらゆるセンサーからも姿を隠すことができる。ケジナンが受領し、ヤッサバに強奪された。ヤッサバはこれを使ってヤーパン・エクソダス全体を危機に陥れたものの、ゲインの策略によりガウリ隊ほか市民有志らの集中砲火を浴びて大破。オーバーコートは回収・修復され、後にユニット起こし作戦においてキングゲイナーが着用した。その際、ブラックメールの目玉状の部位をキングゲイナーが着用したが、これはあくまでキングゲイナーにとって大きすぎる当オーバーコートのサイズを合わせるためのものであり、透明化は頭から背中そして腰のあたりまで覆った部分で行われる（つまりこれが「ブラックコート」）。
また、オーバーコートはオーバーデビル戦において、オーバーデビルが実体化させゲイナーに着用させた。
ゴレーム
セント・レーガンの伝統的なオーバーマン。「機体硬化」のオーバースキルによる高い防御力を持つ。パワーコートを装着することでパワーゴレームとなる。
近接格闘性能に優れているだけではなく、中距離から遠距離の戦闘もこなす。高すぎる防御力が搭乗者の慢心を招くこともある。特徴は頭部にある赤い4つ眼といえる。また自動操縦機能も搭載している。
アンダーゴレームよりは汎用性に欠けるが機銃系統のオプション装備が豊富である。2丁ある片手用の小銃とディスクハープンというオレンジ色のチャクラム型武器が代表格。ディスクハープンは大量に小型のディスクを放つ・トゲを出して斬撃能力を高める・大型化する・相手の腕にはめて締め付けるなど、操縦者のセンス次第で多くの戦法があるオプションとなっている。大型化した時のディスクハープンは白兵戦用武器としても使用可能。常時携帯している武装ではないが、この2つの他に両手持ちのライフルも使う。
アスハム・ブーンとザッキ・ブロンコが指揮するエクソダス阻止・ゲイン奪還のために編成された特別任務部隊に複数機が配備されたが、全機ともシンシアの操るドミネーターに撃破された。また対オーバーデビル戦においてシベリア鉄道詰問の目的で動いていた別働隊が大量投入し戦闘を繰り広げたが、それらも1機を残してオーバーフリーズを受け大破している。

パワーゴレーム
ゴレームのパワーコート装着型。どっしりとした相撲取りのような姿をしている。オーバースキルは「怪力」で、高層ビルほどの都市ユニットを放り投げるという荒業を見せた。さらに異常に高い防御力のため、パンサー隊の集中攻撃を無視し続けたほどである。しかし初めてキングゲイナーに対峙した際、素体となっているゴレームの機動力・格闘戦能力に支障をきたすことが理由でパワーコートは脱ぎ捨てられた。作中の登場に関しては、この時が最初で最後である。

アンダーゴレーム
ロンドンIMAの特務部隊、セント・レーガン所属の量産型オーバーマンで、ゴレームの一般兵用の機体。飛行時に座禅のようなポーズをとり、フライングリングが光背のように展開することから仏像型オーバーマンとも呼ばれる。2体1組で敵を挟み込むことで「衝撃」のオーバースキル・通称「マッハバンドシェイカー」や、その発展技として、2体で衝撃のオーバースキルを球体にして飛ばし、電撃をまとったアンダースティックで跳ね返して敵に当てる攻撃（劇中では「火炎弾攻撃」と呼称）を発動させることができる。
他にもハンドガン、ミサイルとして飛ばせる指、ワイヤーで伸びる手による格闘とワイヤーから手を切り離し自在に操る「リモートフィスト」、左手に盾として使用できる大型の3連マシンガン「シールドガン」（腰に取り付け可能）を持つ。さらに、シールドガンには右手で持つ伸縮自在の棍棒「アンダースティック」が装着されている。アンダースティックは伸ばしている時の耐久力は無いものの、チェーンガン程度のサイズの時なら電撃を流すことができ、この時はチェーンガンと鍔迫り合いをすることや、前述のオーバースキルで作り出した火炎弾を跳ね返すこともできるので白兵戦用の武器としては申し分ない性能を持つ。このように豊富な武装を持ち、特別なオーバーマンの操縦スキルを持たない一般兵でも扱いやすい機体になっている。
ザッキ機は機体を赤く高熱化させて、氷を溶かしながら潜ったりもした。

ジンバ
アスハム・ブーンがドームポリス「ポリチェフ」の領主ピルウィッツ公から事実上強奪したオーバーマンで、単機でポリチェフ住民のエクソダスを阻止した。巨大な目玉のような模様が描かれた、ハート型の頭部が特徴。「窃盗」のオーバースキルを持ち、物体を透過する手や伸縮する腕、手から放たれるエネルギーを使用することで、大小構わず如何なるものも盗むことが可能である。盗むだけが能力ではなく、脚部に2本の対オーバーマン用のカッターを装備しており、それを用いた高速格闘能力も備えている。しかし、アスハムは盗むことに熱中してしまい、それをゲインに見透かされ腕を失って撤退した。

ジンバ（赤）
オーバーフリーズしたサラ・コダマが駆る赤色のジンバ。アデット専用ドーベックと死闘を繰り広げたが、技量の差とゴレームの乱入でアデットに戦局を傾けられ、オーバースキルを保っておくための「袋」を破壊され撃破されている。

ブリュンヒルデ
「ミイヤの街」と呼ばれた太古の遺跡（巨石群）の中心部で長い間眠り続けていた「（伝説の）彷徨えるオーバーマン」の異名を持つ。最初のエクソダスを行ったとされる初代ミイヤと深い関係がある「アーリーオーバーマン」でコックピットにはミイヤの映像が残されていた。
通常のオーバーマンの数倍の巨体で竜のような姿をしており、大中小と3対計6本持つ腕のうち一本が失われている。「重力」のオーバースキルを持ち、腹部にブラックホールのようなものを発生させて周囲のあらゆる物体を吸収する能力を有する。また頭部から「ブリュンビーム」という破壊力の強い光線を発射する。
ゲインの駆るシルエットマシン・ガチコの左腕に取り付けられている太い腕はこのブリュンヒルデのもので、デスネッタの襲撃によりガチコが大破した際にも左腕は無傷で残り、後にゲインが乗り込むことになるオーバーマン・エンペランザにもこの腕はそのまま付けられた。
ブリュンヒルデは一度、自身の強力な力によって作中世界から姿を消したが、終盤においてオーバーデビルの暴走に呼応する形で再出現、オーバーデビルとの一騎討ちの末に、オーバーフリーズの直撃を受け完全に消滅した。

アントリオン
本来は地下鉄掘削用に用いられる、四肢のみにオーバースキルを持つ作業用のセミ・オーバーマン（シルエットマシンとオーバーマンの中間のような機体）。作業用のため戦闘能力や銃火器を装備していないが独特な装備としては四肢から発射するドリルビットと4本の腕につけられた8本の爪を持ち、ドリルビットの発揮するオーバースキル「掘削」による自由自在の地中移動能力を発揮する。また、地盤を緩めたり磁場に干渉することも可能な上、マグマの中でも活動可能なほどの耐熱性能も有する。ドリルビットは単体でもオーバースキルを発動でき、キングゲイナーはエンゲ機から奪った2つのドリルビットのオーバースキルを発動し、1つは投げて脱出用の横穴作りに使用し、もう1つを手に持って脱出地点までの縦穴を掘るのに使った。
ドームポリス・ガンガランの地下で、カシマル・バーレの指揮の元、ケジナン、エンゲの3機でキングゲイナーと地下で会敵したが作業用であることから殊更に戦闘を行うことはせず、隙を突いてマグマを活性化させて凍土を溶かし、都市ユニットを沈み込ませようとした。

メックスブルート
ケジナンがシベリア鉄道上部より受領したオーバーマン。
搭乗者のイマジネーションを直接的に幻として映し出す「幻影」のオーバースキルを持ち、ほぼ無制限に幻を映し出すことが可能である。幻は攻撃されると消える特徴がある。幻は広範囲に複雑なものも出せるがメックスブルートからある程度離れると消えてしまう。アデット・キスラーを幻で追い詰めたものの、作り出す速度を上回る速さでキングゲイナーに幻を撃破された続けた結果、幻の過剰出力からオーバースキルが機能停止し、暴かれた本体を一瞬の内にバラバラにされた。
武装は緑色の電撃球「メックスサンダー」。ドーベックの上部装甲に防がれる程度の威力であり、攻撃力は高いとはいえない。

プラネッタ
カシマル・バーレのオーバーマン。
人の心の内を探り出し、周囲にその意思を放出させる「伝心」のオーバースキルを持つ。そのオーバースキルを広範囲に発動させ、広範囲の人々を混乱させることを得意とし、直接戦闘でも「伝心」のオーバースキルによる先読みで相手の攻撃を間違いなく回避するというほぼ無敵とも言える能力を持っていた。武装はマントを変形させた近距離から中距離攻撃用の電気兵器干渉用鞭（ゲイナーは電磁干渉鞭と呼称）のみである。鞭一発一発の威力は大きくはないが、攻撃を回避できずに数を受け続けたキングゲイナーは脚部装甲の破壊やダメージ蓄積による機能麻痺という被害を被っている。
カシマルがヤーパン・エクソダスの集団に攻撃をかけた際、オーバースキルを利用してキングゲイナーとガチコを執拗に追い詰めたが、ゲイナーが「どんなことを考えていても読み取られてしまう」というオーバースキルを逆用しようと延々と続けた繰言が偶然ながらカシマル本人の忌み嫌う話であったため、話を遮断しようとオーバースキルを停止してしまった隙を突かれてプラネッタはキングゲイナーに左手と右足を切り取られて中破、カシマルは単独飛行が可能な脱出ポッドとなっている操縦席で煙幕を巻きながら脱出した。
後にオーバーデビル（ゲイナー）の暴走を止めるため、エンペランザがこのオーバースキルを利用するためにオーバーコートを着用した。
プラネッタと後述するデスネッタ、リオンネッターは、人間の精神・感覚に影響するオーバースキルを持つことから「サイコオーバーマン」と総称されることもある。

デスネッタ
カシマル・バーレのオーバーマン。プラネッタ大破後に受領したもので、精神的攻撃により人を不安にさせるという、「不安」のオーバースキル「不安ウェーブ」を使う。
通常は分離式自律稼動型の突撃自爆戦車と合体しており、素体はプラネッタと同じものを使用しているが、突撃戦車と切り離された状態では戦闘能力は皆無であり、それを補うためにミラーコートを装備してカモフラージュすることが可能となっている。精神攻撃を操作する装備はデスネッタが直接手に持ってリモートコントロールしており、これを通じて突撃自爆戦車の遠隔操作が可能となっている。突撃自爆戦車には大量の爆薬を積み込んでおり、周囲に甚大な被害を与えるようになっている。
ヤーパン・エクソダス阻止でこの機体を導入した際、ゲイナーに「（不安の）発信源に近付くほどに不安が増す」という特性を感づかれ、それが原因となり発見されて撃破こそされなかったもののリモコンを破壊され遠隔操作不能となってしまい撤退を余儀なくされた。戦果としては精神支配に囚われたガウリを利用することで、取り込んだガチコを結果的に突撃戦車の自爆という形で大破させていることが挙げられる。その後は登場していない。
味方に不安ウェーブの効果が出ないように、ウェーブ遮断メットという不安ウェーブの効果を遮断するヘルメットがシベリア鉄道警備隊に配られたが、ちょっとの衝撃で用を成さなくなった。

リオンネッター
カシマル・バーレが最後に搭乗したオーバーマンで、一本足の蟹オーバーマンと呼ばれた。
対象がもっとも苦手なものを投影し具現化させる「恐怖具現化」のオーバースキルで、キングゲイナーやアデットの駆るドーベック、サラの駆るパンサーを苦しめた。このオーバースキルはメックスブルートほど自由かつ大量に幻を作れたりはしないが、実体があって戦力になる強力なオーバースキルである。一定以上の攻撃を受けると消滅するようだが、簡単に次の幻を作り出すことができる。相手が苦手なもの以外にリオンネッター自体の分身も作れる。武装は手持ちの4連ミサイルランチャーのみだが、2本の足を必要としないほどの推力と両腕による近接戦はかなり強力。
オーバースキルの優位性を過信したカシマルがゲインが最も恐怖する記憶（10年前のエクソダス失敗でのガエラという女性との死別）を投影したこととカシマルに利用されたことを悔やんだ親友エリアルが自決したことがゲインの逆鱗に触れ、エンペランザとの一騎討ちとなって敗走する背後から、怒りの余り自らのポリシーをかなぐり捨てたゲインのエンペランザによる乱射を受け爆散した。

ドミネーター
キッズ・ムントの隠し持つシベリア鉄道警備隊秘蔵の伝説のアーリーオーバーマン。手足を伸ばす・体の一部を武器や盾に変化させる・硬度を高める・体積の増加・ダメージを受けても再生する・パイロットの顔かたちを機体に映し出すといったほとんど何でもありのオーバースキル「変形」を持つ。また、体積増加の応用で体の一部を弾として撃ち出すこともできる。戦闘時は人型が基本だが、移動時や待機時は「ドミネーターカプセル」と呼ばれる卵のような形に変形する。オーバースキルのみならず、基本的な機動力や運動能力も高い。
シンシアのオーバーセンスと相俟って、高機動かつ変幻自在の絶大な戦闘能力によりキングゲイナーを圧倒しゲイナーに重傷を負わせる。思いもよらずゲイナーに重傷を負わせたことに衝撃を受け、塞ぎ込んだままのシンシアからアスハム・ブーンが奪取・搭乗する。
キッズ・ムントが2号機を隠し持っていたが、オーバーフリーズに拮抗する能力を持ちながらも覚醒したオーバーデビルによって撃破された。
自動操縦機能を搭載しており、空中に待機させ呼び寄せることができる。衝撃吸収用のエアバッグ機能を搭載している。

ブラック・ドミ
シベリア鉄道警備隊がドミネーターの量産型として制作したオーバーマン。鉄道警備隊本社親衛隊に配備されている。変形するは腕のみで、2体1組で電撃攻撃が可能。オーバースキルは「絡め手」。このスキルでオーバーデビルと戦うが、オーバーフリーズさせられてしまった。残りはアスハム・ブーンの指示でキングゲイナーを攻撃するが撃破された。アスハムの命令を無視した2機は無事だった。

エンペランザ
寄せ集めの部品から作られたゲイン専用オーバーマン。名前はかつてウッブスのエクソダス時にゲインが駆っていた外観や性能を明らかにされていないオーバーマンに由来している。ガチコの大型ライフルとブリュンヒルデの左腕を装着しており重力操作のオーバースキルを発揮し、ブラックホールラケットというオーバースキル技も披露した。暴走したオーバーデビルとの戦いではプラネッタのオーバーコートを装着し高機動戦闘を行ったが、最終的にはオーバーデビルの激しい攻撃を回避しきれずに頭部の陥没、左肩の突起の破損、両膝を切断された末に墜落した。
大型ライフルは右肘に折りたたまれて接続されている。そのため重心がやや右より。

オーバーデビル
最悪かつ最強（最凶）のオーバーマン。アーリーオーバーマンと同様に人間のそれとは全く異質な意思を有し、世界を凍らせるという野望があり、人間の欲望や葛藤に敏感に反応する性質を持つ。過剰性能から周囲に災厄を招き、制御・抑制不能な状態（暴走）となることも多く扱いには注意を要する。暴走したオーバーデビルはその高い基本性能もあって災害しか巻き起こさない。通常のオーバーマンの数倍の巨体、豚のような顔、コウモリのような耳、そして細長い脚と六本の腕をもった不気味な姿をしている。全てを凍りつかせるオーバースキル「オーバーフリーズ」を持つ。氷の門「アイシングゲート」を開くことができる。高いオーバーセンスを持つ者を取り込み、操ってしまう。
「オーバーフリーズ」の他にも様々な能力を持ち、光の反射率を変えて自身の大きさを錯覚させる、手の先など体の一部を変形させてキングゲイナーや列車を取り込む、オーバーマンやオーバーコートを実体化させたりゲイナーをオーバーマン化させる、ネットの世界に入り込みそれを通じて現実世界をオーバーフリーズさせるなどの現象を引き起こした。
かつてブリュンヒルデがパーツに分解してシベリアの大地に封印したが完全には封印できてはいなかった。それをキッズ・ムントが発掘してアガトの結晶の動力源としていたが、アガトの結晶に連れ込まれたシンシアを取り込んで単体として復活し、ゲイナーやサラの心を凍りつかせて自分の配下にした後、シベリア鉄道の線路に仕込まれたマッスルエンジンを介して自らの野望を果たそうとしたが、プラネッタのオーバーコートを纏ったエンペランザの働きで正気を取り戻したゲイナーとシンシアの搭乗したキングゲイナーのオーバーヒートにより倒された。

### シルエットマシン
作中世界の基本的な乗用装置の総称。架空のテクノロジーであるシルエットエンジンによって稼働する。動力（エンジン）と外装（シルエット）が一体化された機械装置として描かれる。その原型はドームポリス建造時代に遡り、現代の自動車と同じような感覚で使用される。
シルエットエンジンは振動発熱素子を分子レベルで構造体に添加し、稼動することで生まれた振動を熱量に変換・増幅してエネルギーとして利用する機関である。
人型をしていたり、足の生えた乗物（「ホロ付き軽トラ」のような庶民の足レベルで社会に浸透している）として登場する。球形バルーンタイヤを履いた自動車やスクーターも登場するが、これらもシルエットマシンの一種で、自動的にタイヤを変形させることで、ぬかるんだ泥道を疾走したり階段を上るなど、かなりの悪路でも走破できる能力を持つ。
これらシルエットマシンは凍結したツンドラ地帯などの苛酷な環境下での移動手段として、ドームポリスの市民生活に必要不可欠な機材となっている。
その一方で銃砲を搭載して兵器として運用される。外装がそのまま動力（動力源+駆動系）になっているため、たとえ胴体を真っ二つにされても、上半身だけで動き回る。
アニメ版、漫画版の双方でもシルエットエンジンは熱をもっており暖かいことが描写されている。
以下では、戦闘用の人型のシルエットマシンを挙げる。
ガチコ
ゲインが乗るシルエットマシン。後部に装着されたブースターで垂直に飛び上がるなど極めて機動力が高く、理想的な狙撃ポイントにいち早く到達する能力がある。
操縦席は開放型だが、雪よけ・風よけ・防寒用の幌が後方にあり展開できるようになっている。操縦席右側にゲイン愛用の狙撃銃を装着することができる。
足を折りたたみ両腕で体を支えた上に、右側に装備する大型ライフルの二脚を併用して固定砲台として使うことができる。この時は操縦席前面の透明なモニターで照準を合わせる。
一番の特徴は些かアンバランスな印象を受ける「パワーハンド」と呼ばれる左腕で並みのオーバーマンをも圧倒する怪力を発揮する。ゲインがベールドのアンダーマーケットで伝説のアーリーオーバーマンに関係すると言われながらも入手経路など不明なまま購入した物。ミイアの街を訪れたことにより元の持ち主がブリュンヒルデであることと、そのオーバースキル「重力」に拮抗する力を秘めていることが明らかとなった。
対デスネッタ戦でのガウリによる無断使用からデスネッタの自爆機構に巻き込まれ大破し役目を終えた。

ドゴッゾ
シベリア鉄道警備隊が使用する強力な機関砲を2門搭載したシルエットマシン。ロケット噴射による飛行能力もある。二人乗りで一人が足廻り、もう一人が腕と火器管制を行う。
機動性から、対ヤーパン・エクソダス対策で多数導入されたものの、火力よりも防衛力を重視しているシルエットマシン・パンサーに苦戦を強いられた。

パンサー
ウルグスク・ドームポリス自警団が使用するシルエットマシン。主な武器は上部ハッチ横の機銃と手に持ったマシンガン風の機関砲パンサーガンである。盾を装備するなど防御力向上にも気を配られたバランスの取れた構成で、接近戦では盾で叩いたり突いたりの攻撃も行う。一人乗りで機動力も良く、ロケット噴射でジャンプすることも可能。
ミイアの街でのゴレーム相手を相手にした試作品の実戦テストでお目見えした対オーバーマン兵器「BB」を終盤で装備し、ブラック・ドミを圧倒していたりもした。

ドーベック
シベリア鉄道警備隊が所有する重装甲・大火力の1人乗りシルエットマシン。ドゴッゾの後継として投入された。装甲が厚い上部は変形機構を持ち、閉じた状態を通常状態のタートルモードと呼ぶ。これを展開することで200mmロケットアシスト砲発射形態へ変形することが可能である。また、上部装甲右側にパンサーと同口径ながら操縦席内から遠隔操作する13mm機関銃も装備している。ロケット噴射でジャンプ可能であり、両手があることから人に代わって建築などの簡単な作業をこなすこともできる。コミック版では小規模ながらフォトンマット展開可能と語られている。また、右手で200mmロケットアシスト砲のフォアグリップを持つことで狙いを安定させることもできる。両手は普段L字になっているため短く見えるが200mmロケットアシスト砲を持つために延ばすことができるため長く、近接戦闘時に相手を殴ることもできる。また、匍匐してシルエットマシンとしては低い姿勢のままで前進することができる。
秘密軍事基地に大量に配備されていたがその基地の存在を知るアデット・キスラー率いるガンガラン・ピープル自警団に大量に強奪されてしまった上に、強奪後の無線使用帯域やスクランブルコード変更といったシベリア鉄道警備隊側の対策が間に合わず隊内の作戦行動が筒抜けになるという体たらくを露にしたりもした。
アデットの強奪した機体はメックスブルートとの戦闘で小破して歩行不能になり、その場に放置されることとなった。その後はゲイナーが強奪した機体を赤く塗装して、ホバーブーストを改良した高機動仕様のアデット隊長専用機としている。この赤いドーベックはアデットの能力と相俟ってオーバーデビルに操られたサラ・コダマの駆るオーバーマン・ジンバと互角に渡り合っている。他の機体も敵のドーベックと味方のドーベックとを見分けるためにシベリア鉄道警備隊のドーベックの基本カラーの水色と異なる濃い色で塗装されている。

マッチョン
シンシアの回想に登場したシルエットマシン。空を飛ぶことができるが、フォトンマットではなくジェット噴射。2本の足についたクローで攻撃する。
操縦席はオーバーマンのものと同一である。セミオーバーマンであるアントリオンとも操縦席周りが似ている。

### シルエットマンモス
現実世界でのビルほどの大きさのある巨大シルエットマシン。調査、土木工事、通信などの目的で建造された物で武装はない。劇中ではエクソダスのための都市ユニットの牽引に用いられた。駆動は足のような構造や地面すれすれの滑走、車輪が使われていたりと様々である。
バッハクロン
ヤーパンの天井を指揮する旗艦。隊の先頭に立ち、戦闘行動時の指揮中枢となる。キングゲイナーやガチコ（後にはエンペランザ）の格納庫兼整備室でもあるほか、五賢人やアナ・メダイユが普段暮らしている場所でもある。

ロルクロン
ヤーパンの天井の都市ユニットを牽引するシルエットマンモスのひとつ。ドームポリス設営時の土台を整備したり、道路や都市ユニット間の接続を整備したりするための土木工事用シルエットマンモス。

ボールロン
ヤーパンの天井の都市ユニットを牽引するシルエットマンモスのひとつ。生活環境を調査するためのシルエットマンモスで、上部左右に二つの球体を持ち、その内部で農作物などの研究を行う。

ドムクロン
ヤーパンの天井の都市ユニットを牽引するシルエットマンモスのひとつで、ボールロンと同じく生活環境を調査するためのシルエットマンモス。概観もボールロンに似ており、上部左右に研究室となる二つの球体を持っている。

シントクロン
ヤーパンの天井の都市ユニットを牽引するシルエットマンモスのひとつで、もとは未開地へ赴きドームポリス建設の可否を調査する先行環境調査用のシルエットマンモス。前部中央と後部中央に通信用の巨大アンテナを一機ずつ備えているほか左右に一機ずつ荷運用のクレーンを備えている。またほかのシルエットマンモスと違って後部に飛行甲板を備え、シルエットマシンを専門に収容する広い格納庫を持つなど、未開地での調査用に特化されている。

エンサイクロン
ヤーパンの天井の都市ユニットを牽引するシルエットマンモスのひとつで、情報管制専用のシルエットマンモス。中央上部に巨大なパラボラアンテナを有し、情報の収集と伝達を担っている。各シルエットマンモスやユニットからの情報は一時的にここへ集められ、まとめてバッハクロンへ送信されるほか、ヤーパンの天井から離れた場所での戦闘時には戦闘地とバッハクロン間の情報の中継も行う。

センローン
ヤーパンの天井の都市ユニットを牽引するシルエットマンモスのひとつで、通信ケーブルを敷設するためのシルエットマンモス。後部にケーブルドラムと2機の敷設機を持ち、主にエンサイクロンから各シルエットマンモスへの通信ケーブル接続を担っている。

都市ユニット
ドーム都市を構成する構造体。超高層ビル並みの巨大建築物で、ドームポリス天井を支えている。
ヤーパン・エクソダスで牽引中の都市ユニットは「ヤーパンの天井」とも呼ばれる。
建造された大工業地帯から居留地までの長距離を運搬するために自重を支える能力を持つ古い型の超大型シルエットエンジンを装備しており、ヤーパン・エクソダスではこのシルエットエンジンを稼動させて都市ユニットと地面との摩擦を軽減させ複数のシルエットマンモスで牽引する。従って都市ユニットも広義のシルエットマシンの一種と言える。
都市ユニット上部は太陽光発電施設である他、天気のいい時には市民公園としても利用されている。都市ユニット内部ではセントラルヒーティングが利用されている描写も見られる。

## その他
5.1chDVD-BOX版では、オーバーマンの飛行音などのSEがTV版から変更された。キングゲイナーがスピンオフ参戦するゲーム『Another Century's Episode 3 THE FINAL』では、この5.1ch版と同じ飛行音が使用されている。

## スタッフ
（オープニングクレジットより）
- 企画 - 内田健二（サンライズ）、川城和実（バンダイビジュアル）
- 原作 - 富野由悠季
- シリーズ構成 - 大河内一楼
- キャラクターデザイン - 中村嘉宏、西村キヌ（カプコン）、吉田健一
- メカニカルデザイン - 安田朗（カプコン）、山根公利、吉田健一
- アニメーションディレクター - 吉田健一
- 美術監督 - 池田繁美
- 色彩設計 - 横山さよ子
- 撮影監督 - 大矢創太
- 編集 - 山森重之
- 音楽 - 田中公平
- 音響監督 - 鶴岡陽太
- プロデューサー - 鈴木路子（WOWOW）、河口佳高（サンライズ）、湯川淳（バンダイビジュアル）
- 総監督 - 富野由悠季
- 製作 - サンライズ、WOWOW、バンダイビジュアル

## 主題歌
オープニングテーマ「キングゲイナー・オーバー!」
作詞 - 井荻麟 / 作曲・編曲 - 田中公平 / 歌 - 福山芳樹

エンディングテーマ「Can you feel my soul」
作詞 - いのうえひでのり / 作曲・編曲 - 岡崎司 / 歌 - 秘密楽団マボロシ

劇中歌「本当かい!」
作詞 - 井荻麟 / 作曲 - 田中公平 / 編曲 - 岸村正実 / 歌 - 宮城小百合&本当隊

劇中歌「ミイヤの祭り」
作詞 - 井荻麟 / 作曲 - 田中公平 / 編曲 - 岸村正実 / 歌 - 宮城小百合

劇中歌「デビルズ・アイシング」
作詞 - 井荻麟 / 作曲 - 田中公平 / 編曲 - 田中公平 / 歌 - 西野薫

挿入歌「氷の上のおやすみなさい」
作詞 - 井荻麟 / 作曲 - 田中公平 / 編曲 - 田中公平 / 歌 - 国分友里恵

## 各話リスト
| 話数   | 放送日         | サブタイトル           | 脚本       | 絵コンテ        | 演出               | 作画監督                     |
| ------ | -------------- | ---------------------- | ---------- | --------------- | ------------------ | ---------------------------- |
| 第1話  | 2002年 9月7日  | ゲインとゲイナー       | 大河内一楼 | 斧谷稔          | 笹木信作           | 吉田健一                     |
| 第2話  | 9月14日        | 借りは返す!            | 大河内一楼 | 斧谷稔          | 宮地昌幸           | 吉田健一                     |
| 第3話  | 9月21日        | 炸裂! オーバースキル   | 大河内一楼 | 森邦宏          | 森邦宏             | しんぼたくろう 中田栄治      |
| 第4話  | 9月28日        | 勝利の味はキスの味     | 大河内一楼 | 斧谷稔          | 久保山えい一       | 重田敦司                     |
| 第5話  | 10月5日        | シベリアに光る目       | 大河内一楼 | 西沢晋          | 渡邊哲哉           | 大森英敏                     |
| 第6話  | 10月12日       | セント・レーガンの刺客 | 高山治郎   | 東海林真一      | 笹木信作           | 米山浩平 池田有 高瀬健一     |
| 第7話  | 10月19日       | 鉄道王キッズ・ムント   | 浅川美也   | 森邦宏          | 森邦宏             | 鷲田敏弥                     |
| 第8話  | 10月26日       | 地獄のエキデン         | 高橋哲子   | 東海林真一      | 宮地昌幸           | 中田栄治 橋本誠一            |
| 第9話  | 11月2日        | 奮闘! アデット先生     | 浅川美也   | 斧谷稔 冨永恒雄 | 久保山えい一       | 重田敦司                     |
| 第10話 | 11月9日        | アスハムの執念         | 野村祐一   | 斧谷稔 北村真咲 | 五十嵐達也         | 大森英敏                     |
| 第11話 | 11月16日       | 涙は盗めない           | 大河内一楼 | 笹木信作        | 笹木信作           | 樋口靖子 田中雄一            |
| 第12話 | 11月30日       | 巨大列石の攻防         | 高山治郎   | 斧谷稔          | 森邦宏             | しんぼたくろう 高瀬健一      |
| 第13話 | 12月7日        | ブリュンヒルデの涙     | 高山治郎   | 宮地昌幸 斧谷稔 | 宮地昌幸           | 下井草伊井乃弼 奥村正志      |
| 第14話 | 12月14日       | 変化! ドミネーター     | 浅川美也   | 横山彰利 斧谷稔 | 横山彰利           | 吉田健一                     |
| 第15話 | 12月21日       | ダイヤとマグマの間     | 高山治郎   | 小原正和 斧谷稔 | わたなべぢゅんいち | 小原充 福島秀樹              |
| 第16話 | 2003年 1月11日 | 奮戦、アデット隊       | 大河内一楼 | 笹木信作        | 笹木信作           | 中田栄治 橋本誠一            |
| 第17話 | 1月18日        | ウソのない世界         | 大河内一楼 | 斧谷稔          | 五十嵐達也         | 重田敦司                     |
| 第18話 | 1月25日        | 刃の脆さ               | 野村祐一   | 北村真咲        | 羽生尚靖           | 井上哲                       |
| 第19話 | 2月1日         | リオンネッターの悪夢   | 高山治郎   | 宮地昌幸        | 宮地昌幸           | しんぼたくろう 高瀬健一      |
| 第20話 | 2月8日         | カテズで勝てず         | 浅川美也   | 森邦宏 斧谷稔   | 森邦宏 古賀理恵    | 大森英敏                     |
| 第21話 | 2月15日        | オーバーマンの闇       | 高橋哲子   | 斧谷稔          | 五十嵐達也         | 下井草伊井乃弼               |
| 第22話 | 2月22日        | アガトの結晶           | 浅川美也   | 笹木信作        | 笹木信作           | 吉田健一 中田栄治            |
| 第23話 | 3月1日         | 復活のオーバーデビル   | 高山治郎   | 山本裕介        | 山本裕介           | 重田敦司                     |
| 第24話 | 3月8日         | オーバーマックス       | 高山治郎   | 斧谷稔          | 羽生尚靖           | 井上哲 西山忍                |
| 第25話 | 3月15日        | 氷の中で               | 大河内一楼 | 西澤晋 斧谷稔   | 宮地昌幸           | しんぼたくろう 高瀬健一      |
| 第26話 | 3月22日        | ゲインオーバー         | 大河内一楼 | 斧谷稔          | 森邦宏             | 吉田健一 中田栄治 千羽由利子 |

## 関連作品

### コミカライズ
コミックフラッパー（メディアファクトリー）連載。中村嘉宏・画。全7巻。第6巻の2007年3月発売から2年半も間が空き、最終巻である第7巻が2009年9月に発売された。
- 『オーバーマンキングゲイナー』 著者：中村嘉宏 / 原作：富野由悠季、メディアファクトリー〈MFコミックス フラッパーシリーズ〉、全7巻
  1. 2003年1月16日発売[4]、ISBN 4-8401-0474-3
  2. 2003年12月22日発売[5]、ISBN 4-8401-0919-2
  3. 2004年11月22日発売[6]、ISBN 4-8401-0986-9
  4. 2005年9月22日発売[7]、ISBN 4-8401-1326-2
  5. 2006年6月23日発売[8]、ISBN 4-8401-1395-5
  6. 2007年3月23日発売[9]、ISBN 978-4-84011-689-3
  7. 2009年9月23日発売[10]、ISBN 978-4-84012-226-9

### 小説版
富野由悠季により、『月刊ニュータイプ』で連載されていた（2002年9月号 - 2003年2月号まで6話）。挿絵は西村キヌ。単行本化はされていない。

### BLACK OVERMAN'S OVER
2007年に『電撃ホビーマガジン』で連載されたあきまんによるイラストコラム。デザイン決定時からリボルテック化を前提に進められていたブラックオーバーマンは「XAN-斬-（後のキングゲイナー）」として誌上通販となった。
2009年3月5日に、バンダイナムコゲームス（バンプレストレーベル）から発売された『スーパーロボット大戦Z スペシャルディスク』で、XANがサンライズ監修の元映像化されている。戦闘シーンの修正絵コンテは監督である富野由悠季が行っている。後にバンダイナムコゲームスから発売された『Another Century's Episode:R』にも登場し、ゲイナーの専用機体の1つとして扱われている。

### ゲーム
『キングゲイナー』そのもののゲーム化は無いが、スーパーロボット大戦シリーズを筆頭としたバンプレスト（後のバンダイナムコゲームス）作品に何度か登場している。
- Another Century's Episode 3 THE FINAL（本作品の主要人物と機体が参加）
- スーパーロボット大戦Z（本作品の主要人物と機体が参加、『スペシャルディスク』では加えてXAN-斬-が新規で参加）
- スーパーロボット大戦K（本作品の主要人物と機体が参加）
- スパロボ学園（ゲーム内に登場する戦闘シミュレーター「スパロボバトル」にキャラクターと機体が登場）
- 第2次スーパーロボット大戦Z 破界篇/再世篇（『スーパーロボット大戦Z』の続編）
- Another Century's Episode:R（本作品の主要人物と機体が参加、使用可能機体にXAN-斬-が登場）
- スーパーロボット大戦X-Ω（本作品の主要人物と機体が参加、使用可能機体にXAN-斬-が登場）